# مارلين دينيس
مارلين دينيس (بالإنجليزية: Marilyn Denis)‏ هي مقدمة برامج إذاعية أمريكية، ولدت في 1 يوليو 1958 في إدمونتون في كندا.